# Kościół Najświętszej Maryi Panny Wspomożenia Wiernych w Piasecznie
Kościół Najświętszej Maryi Panny Wspomożenia Wiernych w Piasecznie – rzymskokatolicki kościół filialny w Piasecznie (powiat drawski). Należy do parafii Matki Bożej Różańcowej w Siemczynie, dekanatu Barwice, diecezji koszalińsko-kołobrzeskiej, metropolii szczecińsko-kamieńskiej.

## Historia

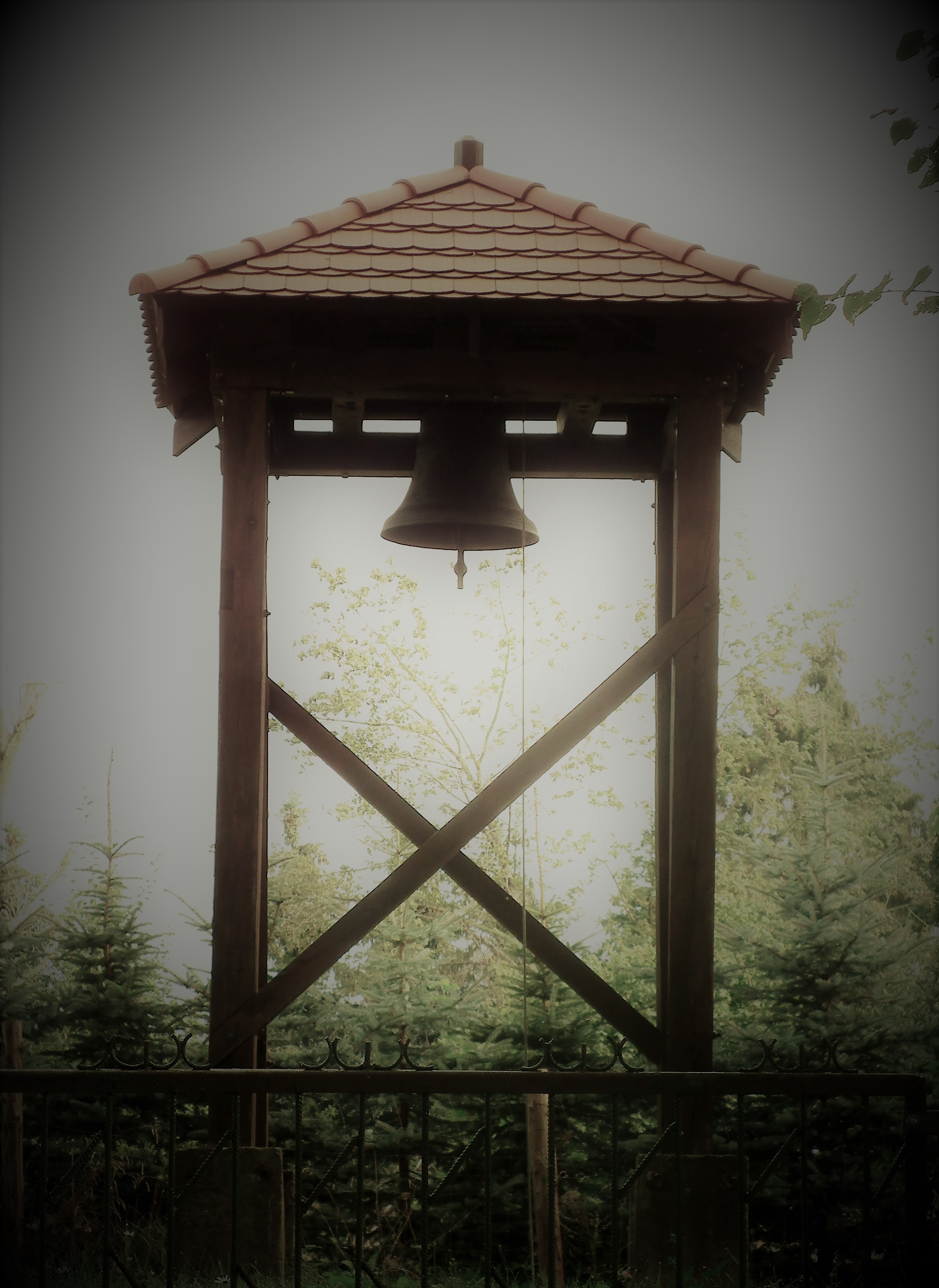
Dzwonnica

Skromny kościół wybudowano dla lokalnej społeczności ewangelickiej w XVII wieku. Jako katolicki poświęcony został 12 maja 1946. Wielokrotne przebudowy obiektu na przestrzeni jego funkcjonowania doprowadziły do zatarcia pierwotnych cech stylowych świątyni. Przy kościele stoi skromna, drewniana dzwonnica z jednym dzwonem.